# Elies Lemkes-Straver
E.P.J. (Elies) Lemkes-Straver (Rotterdam, 13 augustus 1957) is een Nederlandse bestuurster. Zij is lid van het CDA.

## Biografie
Lemkes-Straver studeerde sociale geografie aan de Rijksuniversiteit Utrecht en de Erasmus Universiteit Rotterdam en studeerde af op planologie en regionale economie. Na haar studie begon zij als onderzoeker bij de Rijksdienst voor de IJsselmeerpolders (RIJP).
Lemkes-Straver werkte daarna als manager bij de gemeente Almere. Vervolgens werkte zij onder andere als adviseur en plaatsvervangend directeur bij de regionale ontwikkelingsmaatschappij NV Rede. Zij was hierna tot 1 februari 2012 werkzaam als directeur bij Brainport. Van 1 februari 2012 tot 1 februari 2018 was zij algemeen directeur van de Zuidelijke Land- en Tuinbouworganisatie (ZLTO).
Lemkes-Straver was van 1 februari 2018 tot haar benoeming als gedeputeerde werkzaam als lector Duurzaam Produceren in de agrifoodsector aan de HAS Hogeschool. Per 15 mei 2020 werd zij namens het CDA lid van de Gedeputeerde Staten van Noord-Brabant en had zij in haar portefeuille Landbouw, Voedsel en Natuur en was zij de zevende loco-CdK. Zij beëindigde deze functie op 8 september 2023 nadat een nieuw college van Gedeputeerde Staten werd geïnstalleerd waarbij het CDA geen onderdeel meer uitmaakte van de coalitie. 
Lemkes-Straver is gehuwd, heeft twee zoons en woonachtig in Nuenen.